# Marconi (métro de Rome)
Pour les articles homonymes, voir Marconi.
Marconi est une station de la ligne B du métro de Rome qui tient son nom de sa proximité avec la zone de Marconi.

## Situation sur le réseau
Établie en surface, la station Marconi est située sur la ligne B du métro de Rome, entre les stations Basilica San Paolo, en direction de Rebibbia (B) ou Jonio (B1), et EUR Magliana, en direction de Laurentina.

## À proximité
- L'Université de Rome III.